# الفبای جاوی

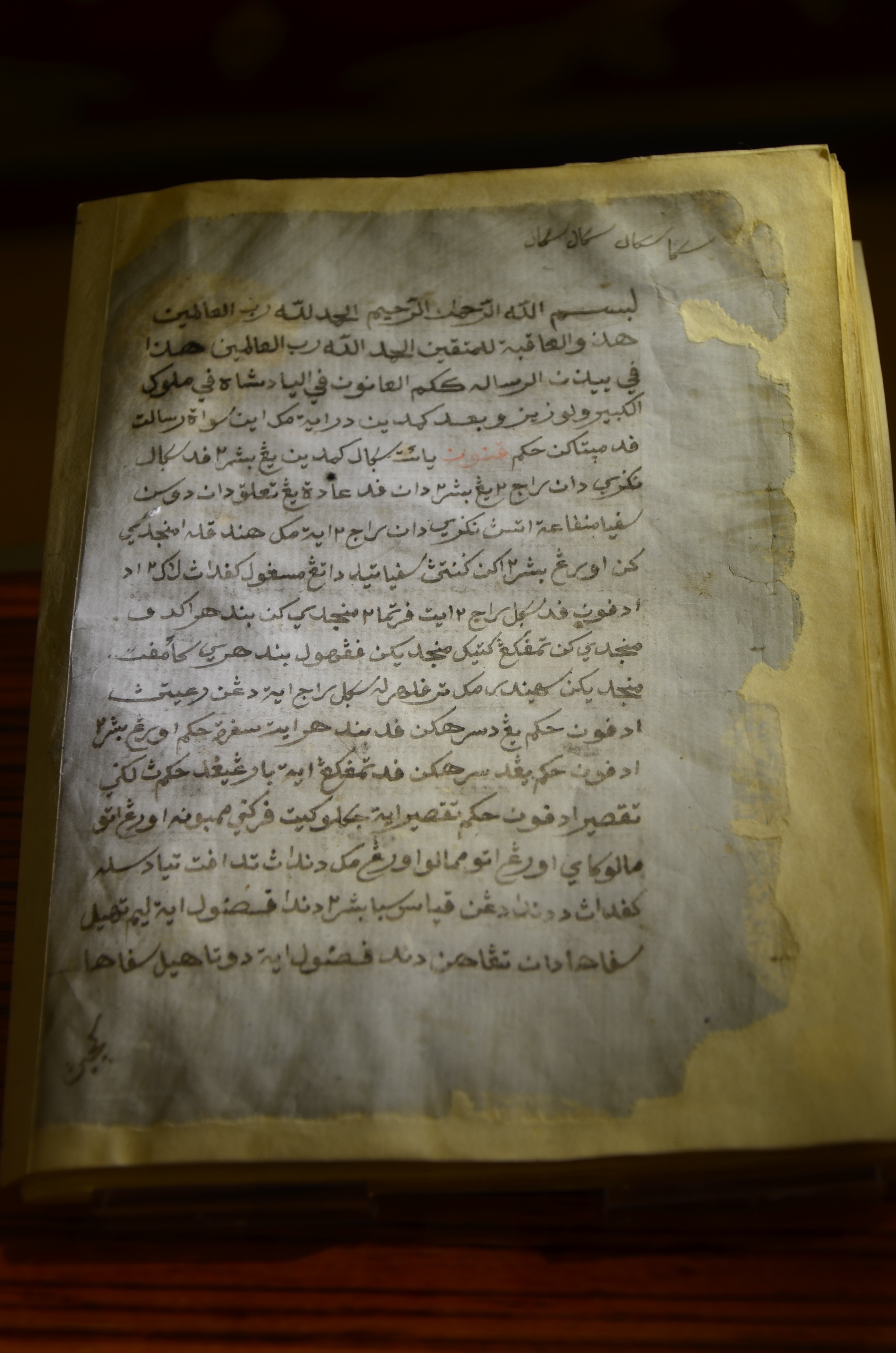
A copy of Undang-Undang Melaka ('Laws of Malacca'). The Malacca system of justice as enshrined in the text was the legal source for other major regional sultanates like Johor, Perak, Brunei, Pattani and Aceh.

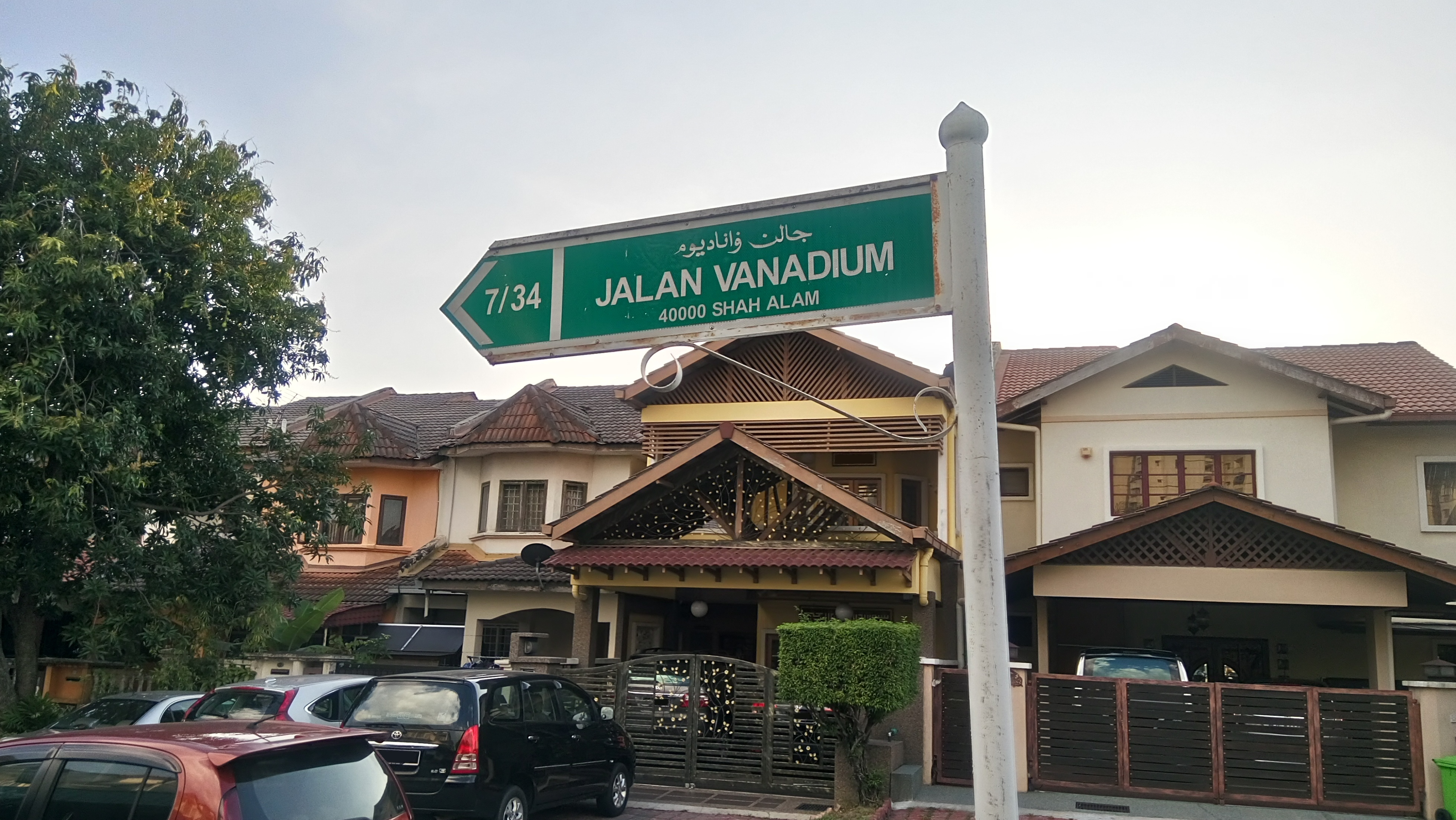
All street name signs in Shah Alam, Malaysia include both Jawi and Rumi script.

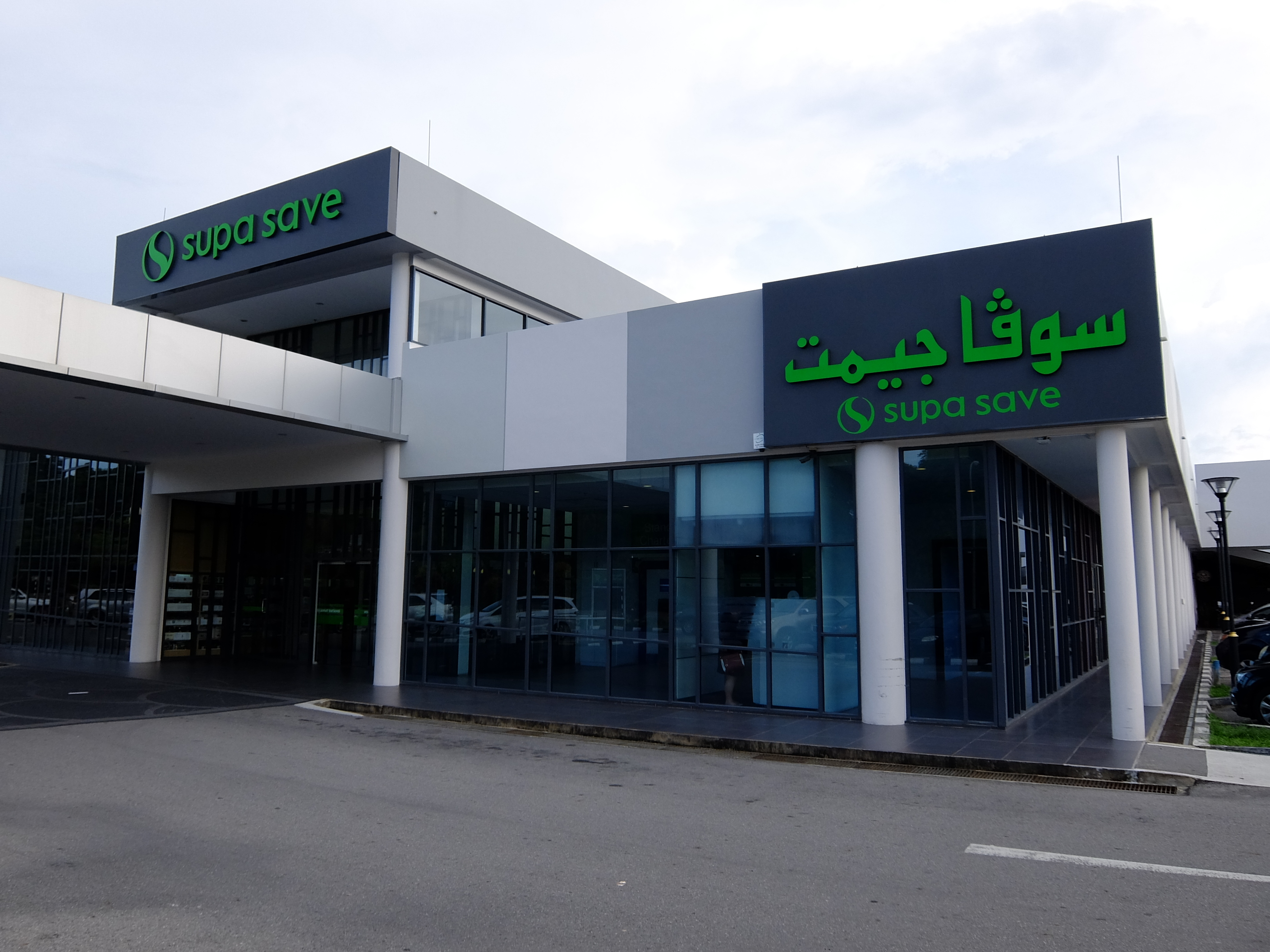
A supermarket in Brunei with Jawi and Latin script.

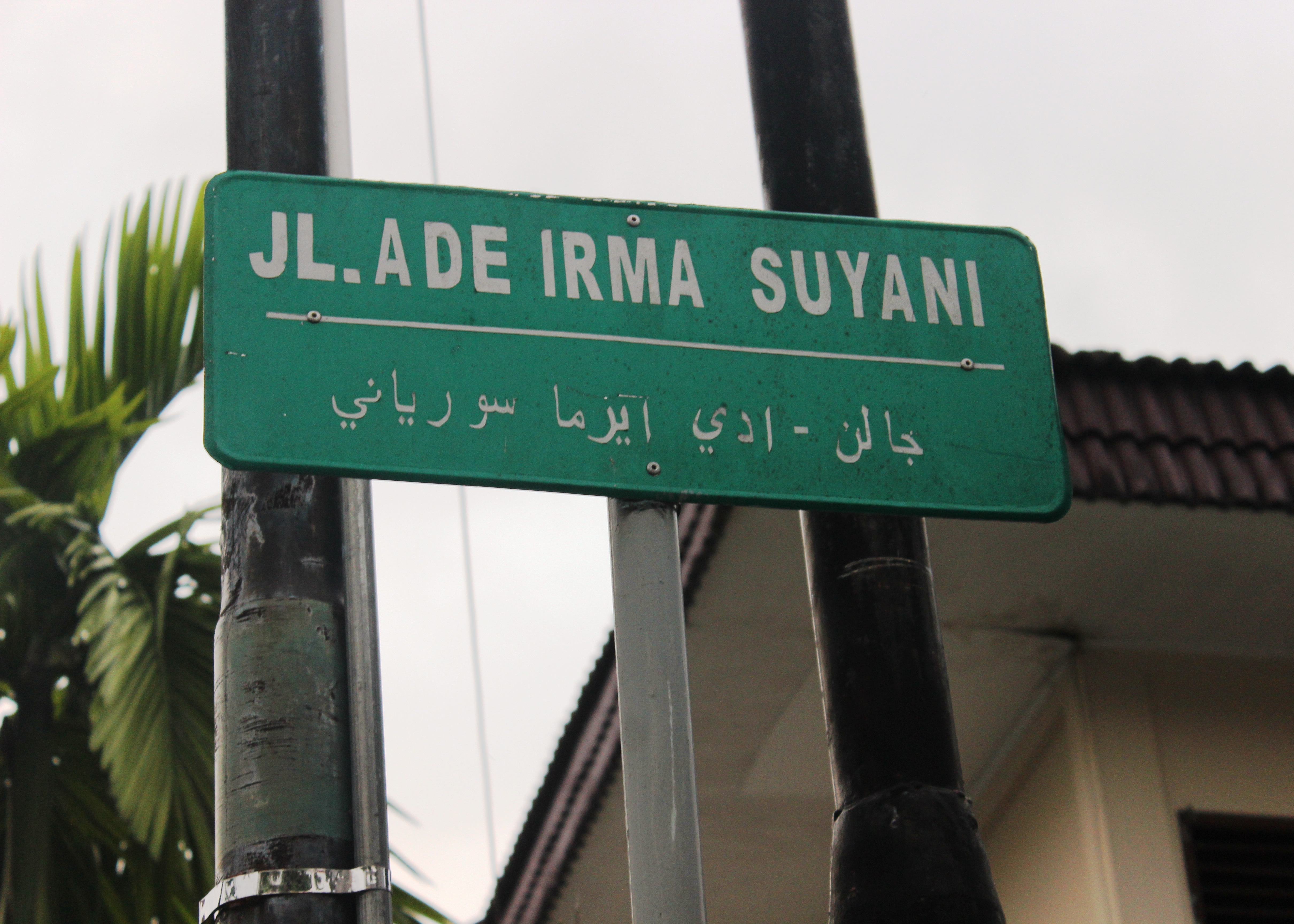
Street name signs in Pekanbaru, Riau used both Jawi and Rumi script.

الفبای جاوی، الفباییست مشتق از خط عربی که برای نوشتار زبان‌هایی چون مالایی،‌ آچه‌ای، بانجاری، ماگوئیندانائو، مینانگ‌کابائو، تاوسوگ و غیره به کار می‌رود. گسترهٔ تاریخی استفاده از این الفبا از اقلیت مالایی در جنوب کشور تایلند، شبه‌جزیره مالایی،‌ جزایر سوماترا، بورنئو، سولاوسی،  مالوکو، شامل کشورهای مالزی، اندونزی، و برونئی، و همین‌طور جنوب  کشور فیلیپین بوده است.
این الفبا مثل الفبای فارسی با تغییرات بر روی خط عربی برای مناسب‌سازی آن برای زبان‌های این منطقه ایجاد شده است. این الفبا برای اولین بار در قرن ۱۳ میلادی و با گسترش دین اسلام در منطقه، ایجاد شد، پس از مدتی، الفباهای سنتی پیش از خویش را منسوخ کرد، و خود به تنها الفبای زبان مالایی و سایر زبان‌های مشابه در منطقه شد.
جزیرهٔ جاوه در کشور اندونزی، در جنوب گسترهٔ جغرافیایی توصیف شده، تاریخ و فرهنگ نوشتاری خویش را دارد. در این جزایر، الفبایی شبیه جوای، ولی با تفاوت‌های دستورالخطی و ظاهری، به نام الفبای پگون، از قرن ۱۶ میلادی به این سو رایج شد. بر خلاف الفبای جاوی، الفبای پگون، سایر سیستم‌های نوشتار سنتی مثل الفبای جاوه‌ای را منسوخ نکرد، و با این الفباها همزیستی داشت.
دو تئوری در خصوص تاریخ الفبای جاوی وجود دارد. اکثر متخصصین معتقدند که این الفبا مستقیما از روی خط عربی گرفته شده، و ابتکار درست کردن حروف جدید برای بازتاب صداهای مالایی ناموجود در عربی، در این منطقه اتفاق افتاده است. اما اقلیتی مثل «ریچارد اولاف وینستدت» معتقد است که الفبای جاوی با الهام از الفبای فارسی تنظیم شده است.
از قرن ۱۵ میلادی، با گسترش تجارت دریایی و نفوذ سلطان‌نشین‌های مالایی زبان این منطقه، گستره و نفوذ الفبای جاوی در سرتاسر بنادر اقیانوس هند و دریای جنوبی چین رسید. بین قرن ۱۵ و قرن ۲۰ میلادی، الفبای جاوی، نوشتار استاندارد مالایی بود و در این دوران، فرهنگ و ادبیات مالایی به غنائتی بی بدیل دست یافت. اشعار، نامه‌نگاریهای درباری و حکومتی، متون دینی-مذهبی، نامه‌های دیپلماتیک، و سایر کتب و متون ادبی متعددی به این الفبا نگاشته شدند. با استعمار دول اروپایی در منطقه، ارج و  استفاده الفبای جاوی دچار افت شد، و کاربرد آن به مدارس اسلامی محدود گشت. در این دوران، الفبای لاتین، که در مالزی با نام «الفبای رومی» شناخته می‌شود، الفبای رسمی شد. جا دارد اشاره شود که سیاستهای زبانی در مالزی پیچیده‌اند، چرا که الفبای جاوی به دلیل ارتباط آن با دین اسلام و تاریخچهٔ گسترش آن، باب میل اقلیت‌های غیر مسلمان، که یک سوم جمعیت را شامل می‌شوند، نیست.
امروزه، این الفبا در کشور برونئی، مشترکا با لاتین، الفبای رسمی است. در مالزی الفبای جاوی به عنوان میراث فرهنگی کشور، دارای تضمین قانونی می‌باشد، اما رسمیتی بجز موارد خاص دینی و فرهنگی ندارد. در ایالات کلانتان، ترنگانو، و پاهانگ الفبای جاوی رسمیت قانونی دارد و فروشگاه‌ها و کسب و کارها موظفند تابلوها و بیلبوردهای خویش را هم به لاتین و هم به جاوی بنویسند.
تا اوایل قرن ۲۰ میلادی، الفبای جاوی رسم الخط واحدی نداشت. تلاشهایی در دهه‌های ۱۹۳۰ و ۱۹۴۰ انجام شد که ثمرهٔ آن، رسم الخط تنظیم شده توسط نویسنده و زبانشناس مالزیایی، «زعبا‎» در سال ۱۹۴۹ می‌باشد.

## حروف
| کاراکتر | جدا | ابتدایی | میانی | انتهایی | صدا              | فارسی     | نام       | یونیکد |
| ------- | --- | ------- | ----- | ------- | ---------------- | --------- | --------- | ------ |
| ا‎       | ا‎   |         |       | ـا‎      | /a/ و /ə/        | ا         | الف       | ۰۶۲۷   |
| ب‎       | ب‎   | بـ‎      | ـبـ‎   | ـب‎      | /b/              | ب         | با        | ۰۶۲۸   |
| ت‎       | ت‎   | تـ‎      | ـتـ‎   | ـت‎      | /t/              | ت         | تا        | 062A   |
| ة‎       | ة‎   |         |       | ـة‎      | /t/ و /h/        | ة         | تای مرتبط | ۰۶۲۹   |
| ث‎       | ث‎   | ثـ‎      | ـثـ‎   | ـث‎      | /s/ و /θ/        | ث         | ثا        | 062B   |
| ج‎       | ج‎   | جـ‎      | ـجـ‎   | ـج‎      | /d͡ʒ/             | ژ\ج       | جیم       | 062C   |
| چ‎       | چ‎   | چـ‎      | ـچـ‎   | ـچ‎      | /t͡ʃ/             | چ         | چا        | ۰۶۸۶   |
| ح‎       | ح‎   | حـ‎      | ـحـ‎   | ـح‎      | /h/ و /ħ/        | ح         | حا        | 062D   |
| خ‎       | خ‎   | خـ‎      | ـخـ‎   | ـخ‎      | /x/              | خ         | خا        | 062E   |
| د‎       | د‎   |         |       | ـد‎      | /d/              | د         | دال       | 062F   |
| ذ‎       | ذ‎   |         |       | ـذ‎      | /z/ و /ð/        | ذ         | ذال       | ۰۶۳۰   |
| ر‎       | ر‎   |         |       | ـر‎      | /r/              | ر         | را        | ۰۶۳۱   |
| ز‎       | ز‎   |         |       | ـز‎      | /z/              | ز         | زای       | ۰۶۳۲   |
| س‎       | س‎   | سـ‎      | ـسـ‎   | ـس‎      | /s/              | س         | سین       | ۰۶۳۳   |
| ش‎       | ش‎   | شـ‎      | ـشـ‎   | ـش‎      | /ʃ/              | ش         | شین       | ۰۶۳۴   |
| ص‎       | ص‎   | صـ‎      | ـصـ‎   | ـص‎      | /s/              | ص         | صاد       | ۰۶۳۵   |
| ض‎       | ض‎   | ضـ‎      | ـضـ‎   | ـض‎      | /d/              | ض         | ضاد       | ۰۶۳۶   |
| ط‎       | ط‎   | طـ‎      | ـطـ‎   | ـط‎      | /t/              | ط         | طا        | ۰۶۳۷   |
| ظ‎       | ظ‎   | ظـ‎      | ـظـ‎   | ـظ‎      | /z/              | ظ         | ظا        | ۰۶۳۸   |
| ع‎       | ع‎   | عـ‎      | ـعـ‎   | ـع‎      | /ʔ/              | ع         | عین       | ۰۶۳۹   |
| غ‎       | غ‎   | غـ‎      | ـغـ‎   | ـغ‎      | /ɣ/              | غ         | غین       | 063A   |
| ڠ‎       | ڠ‎   | ڠـ‎      | ـڠـ‎   | ـڠ‎      | /ŋ/              | ڠ (نعْ\نغْ) | ڠا        | 06A0   |
| ف‎       | ف‎   | فـ‎      | ـفـ‎   | ـف‎      | /f/              | ف         | فا        | ۰۶۴۱   |
| ڤ‎       | ڤ‎   | ڤـ‎      | ـڤـ‎   | ـڤ‎      | /p/              | پ         | ڤا        | 06A4   |
| ق‎       | ق‎   | قـ‎      | ـقـ‎   | ـق‎      | /q/ و /k/        | ق         | قاف       | ۰۶۴۲   |
| ک‎‎       | ک‎‎   | کـ‎      | ـکـ‎   | ـک‎      | /k/              | ك         | کاف       | 06A9   |
| ݢ‎       | ݢ‎   | ݢـ‎      | ـݢـ‎   | ـݢ‎      | /g/              | گ         | گا        | ۰۷۶۲   |
| ل‎       | ل‎   | لـ‎      | ـلـ‎   | ـل‎      | /l/              | ل         | لام       | ۰۶۴۴   |
| م‎       | م‎   | مـ‎      | ـمـ‎   | ـم‎      | /m/              | م         | میم       | ۰۶۴۵   |
| ن‎       | ن‎   | نـ‎      | ـنـ‎   | ـن‎      | /n/              | ن         | نون       | ۰۶۴۶   |
| و‎       | و‎   |         |       | ـو‎      | /w/ يا /u, o, ɔ/ | و         | واو       | ۰۶۴۸   |
| ۏ‎       | ۏ‎   |         |       | ـۏ‎      | /v/              | ڤ (و)     | ۏ‎ا        | 06CF   |
| ه‎       | ه‎   | هـ‎      | ـهـ‎   | ـه‎      | /h/              | ه         | های گرد   | ۰۶۴۷   |
| ء‎       | ء‎   |         |       | ء‎       | /ʔ/              | ء         | همزه      | ۰۶۲۱   |
| ی‎       | ي‎   | یـ‎      | ـیـ‎   | ـي‎      | /j/ يا /i, e, ɛ/ | ى         | یا        | 064A   |
| ى‎‎       | ى‎‎   |         |       | ﻰ‎       | /ə, a/           | ى‎         | یا        | ۰۶۴۹   |
| ڽ‎       | ڽ‎   | ڽـ‎      | ـڽـ‎   | ـڽ‎      | /ɲ/              | ݣ (نیْ\نگْ) | ڽا        | 06BD   |

## رسم الخط جاوی
رسم الخط امروزی جاوی، بر اساس فرهنگ لغت موسوم به «فهرست کلمات مالایی: رومی - تلفظ - جاوی» (Daftar Kata Bahasa Melayu Rumi-Sebutan-Jawi، دفتر كات بهاس ملايو: رومي-سبوتن-جاوي) می باشد. با این وجود، منابع و کتب مختلف ممکن است از رسم الخطهای متفاتی استفاده کنند، که تفاوت عمدهٔ آنها طرز استفاده از حروف «ا»، «و»،‌ «ي»، و یا «ء» برای نشان دادن واکه‌ها می باشد. لیست زیر خلاصه‌ای از رسم الخط جاوی می‌باشد.

### نوشتن هم‌خوان‌ها
- وام‌واژه‌های عربی نه بر اساس تلفظ مالایی آنها، بلکه به مانند عربی، باید نوشته شوند. حروف «ث، ح، ذ، ص، ض، ط، ظ، ع، غ، ة» در نوشتن واژگان اصیل مالایی کاربردی ندارند و فقط مختص نوشتن وام‌واژگان عربی‌اند.
- حرف «ۏ» (v) در نوشتن واژگان اصیل مالایی کاربردی ندارند و فقط مختص نوشتن وام‌واژگان انگلیسی‌اند، مثل «اونيۏرسيتي» (universiti).
- حروف «ز، ش، ف، ی (y)» در نوشتن واژگان اصیل مالایی کاربردی ندارند و مختص نوشتن وام‌واژگان عربی‌ و انگلیسی‌اند.
- حرف رومی (لاتین) «x»، در جاوی معادل ندارد، و در هنگام نوشتار وام‌واژه‌های انگلیسی به جاوی، همانطور که تلفظ می‌شوند باید نوشته شوند. مثال «ايکس-راي» (X-ray)،  «زينون» (xenon).
- حرف «ش» هم معادل حرف رومی «sy» و هم حرف رومی «sh» می‌باشد.
- واژگان اصیل مالایی که در نوشتار رومی حرف «k» دارند، در صورتی که این حرف، حرف آخر هجای خویش باشند، به شکل [[انسدادی

چاکنایی]] ([ʔ]) (معادل أ، ئ، ؤ در نوشتار فارسی، مانند «سؤال») تلفظ می‌شوند. در این صورت، این حرف به صورت «ق» نوشته می‌شود.  مثال «تيڠوق» (tengok)، «لقسا» (laksa)، «باءيقله» (baiklah)، «کوتقکو» (kotakku)، «کوتقمو» (kotakmu).
- در وام‌واژگان انگلیسی، فارغ از موقعیت حرف یا تلفظ آن، حرف رومی «k» به صورت «ک» نوشته می‌شود. مثال «کلينيک» (klinik)، «تيکسي» (teksi).
- در متون تاریخی از حرف «ف» برای نوشتن «ڤ» (P، معادل فارسی آن «پ») استفاده می‌شد. این به این دلیل است که در واژگان اصیل مالایی صدای «ف» وجود ندارد، و به همین دلیل امکان اشتباهی خواندن صدای «P» به شکل «F» وجود نداشت.

### نوشتن واکه‌ها
معمولا واکه‌ها در الفبای جاوی به اشکال مشروح در جدول زیر نوشته می‌شوند. لازم است گفته شود که استثنائات زیادی در پیروی از این قواعد در نوشتار جاوی وجود دارند.۱ (به لیست نکات پس از جدول زیر رجوع نمایید) همان‌طور که پیش‌تر اشاره شد، وام‌واژگان عربی از این قواعد مستثناء هستند، چرا نوشتار آنها به همان صورتی که در عربی نوشته می‌شوند حفظ می‌شود.
همین‌طور جای دارد اشاره شود که از تفاوت‌ّهای عمده بین الفبای جاوی و الفبای پگون در جزیرهٔ جاوه در نوشتار واکه است، که در پگون تمامی واکه‌ها به‌طور سیستماتیک و با حرکت‌گذاری و استفاده از حروف «ا، و، ي» نشان داده می‌شوند.
| معادل فارسی | آوانگاری |       | حرف اول تکواژ | حرف اول تکواژ | در میان تکواژ، در هجای باز | در میان تکواژ، در هجای باز | در میان تکواژ، در هجای بسته | در میان تکواژ، در هجای بسته | صدای آخر تکواژ              | صدای آخر تکواژ                 |
| معادل فارسی | آوانگاری | جاوی  | رومی          | جاوی          | رومی                       | جاوی                       | رومی                        | جاوی                        | رومی                        |                                |
| ----------- | --- | ----- | ------------- | ------------- | -------------------------- | -------------------------- | --------------------------- | --------------------------- | --------------------------- | ------------------------------ |
| آ / ـا      | /a/ (در واکهٔ باز در آخر تکواژ به صورت [ə] تلفظ می‌شود، همین‌طور در واکهٔ بازی که یکی مانده به آخر است اگر حرف پس از آن «h» باشد، مثل «usaha») | املاء | ا۲            | a             | ـا۲، ۳                     | a                          | ـا یا نانوشته۲، ۳           | a                           | ـا یا نانوشته۲، ۳           | a                              |
| آ / ـا      | /a/ (در واکهٔ باز در آخر تکواژ به صورت [ə] تلفظ می‌شود، همین‌طور در واکهٔ بازی که یکی مانده به آخر است اگر حرف پس از آن «h» باشد، مثل «usaha») | مثال  | ابو           | abu           | چاري                       | cari                       | سمڤن, واڠ                   | sampan, wang                | چوبا, هاڽ                   | cuba, hanya                    |
| اِ / ـِ       | /e/ (در اکثر موارد. در برخی موارد به صورت /ɛ/ تلفظ می شود. این صدا موسوم است به «اِ-تالینگ/e-taling»)                                       | املاء | ايـ۲          | e (é)۴        | ـيـ۲                       | e (é)۴                     | ـيـ۲                        | e (é)۴                      | ـي۲                         | e (é)۴                         |
| اِ / ـِ       | /e/ (در اکثر موارد. در برخی موارد به صورت /ɛ/ تلفظ می شود. این صدا موسوم است به «اِ-تالینگ/e-taling»)                                       | مثال  | ايکور         | ekor          | تيڠوق                      | tengok                     | ريندڠ                       | rendang                     | ساتي                        | sate                           |
| اَ / ـَ       | /ə/ (موسوم به «اِ-پِپِت/e-pepet») | املاء | ا۲            | e (ĕ)۴        | ۲(نانوشته)                 | e (ĕ)۴                     | ۲(نانوشته)                  | e (ĕ)۴                      | ـى۵، ـا۲                    | ‌e (ĕ)۴                         |
| اَ / ـَ       | /ə/ (موسوم به «اِ-پِپِت/e-pepet») | مثال  | امڤت          | empat         | برسيه                      | bersih                     | سمڤيت                       | sempit                      | ناسيوناليسمى, ممتابوليسماکن | nasionalisme, memetabolismekan |
| ایـ / ی     | /i/ (در واکهٔ بسته در آخر تکواژ به صورت [e] تلفظ می‌شود)                                                                                     | املاء | ايـ۲          | i             | ـيـ۲                       | i                          | ـيـ۲                        | i                           | ـي                          | i                              |
| ایـ / ی     | /i/ (در واکهٔ بسته در آخر تکواژ به صورت [e] تلفظ می‌شود)                                                                                     | مثال  | ايبو          | ibu           | تيݢ                        | tiga                       | همڤير                       | hampir                      | کيري                        | kiri                           |
| اُ / ـُ       | /o/ (در اکثر موارد. در برخی موارد به صورت /ɔ/ تلفظ می شود.)                                                                                | املاء | او۲           | o             | ـو۲                        | o                          | ـو۲                         | o                           | ـو۲                         | o                              |
| اُ / ـُ       | /o/ (در اکثر موارد. در برخی موارد به صورت /ɔ/ تلفظ می شود.)                                                                                | مثال  | اوبور         | obor          | بولا                       | bola                       | ايسوق                       | esok                        | سوتو                        | soto                           |
| او / و      | /u/ (در واکهٔ بسته در آخر تکواژ به صورت [o] تلفظ می‌شود)                                                                                     | املاء | او۲           | u             | ـو۲                        | u                          | ـو۲                         | u                           | ـو۲                         | u                              |
| او / و      | /u/ (در واکهٔ بسته در آخر تکواژ به صورت [o] تلفظ می‌شود)                                                                                     | مثال  | اوبي          | ubi           | روݢي                       | rugi                       | تون                         | tun                         | بيرو                        | biru                           |
| آی / ـای    | /ai̯/ | املاء | اءيـ۶         | ai            | ـايـ                       | ai                         | ـاءيـ                       | ai                          | ـاي                         | ai                             |
| آی / ـای    | /ai̯/ | مثال  | اءيسکريم      | aiskrim       | بايدوري                    | baiduri                    | ساءيت                       | sait                        | راماي                       | ramai                          |
| آو / ـاو    | /au̯/ | املاء | اءو۶          | au            | ـاو                        | au                         | ـاءو                        | au                          | ـاو                         | au                             |
| آو / ـاو    | /au̯/ | مثال  | اءور          | aur           | ساونا                      | sauna                      | تاءون                       | taun                        | ڤولاو                       | pulau                          |
| اوی / ویـ   | /oi̯/ | املاء | اوويـ         | oi            | ـويـ                       | oi                         | ـوءيـ                       | oi                          | ـوي                         | oi                             |
| اوی / ویـ   | /oi̯/ | مثال  | اوويديوم      | oidium        | بويکوت                     | boikot                     | ايکسڤلوءيت                  | eksploit                    | سڤوي                        | sepoi                          |

نکات
1. در واژگان زیادی در مالایی، به دلیل تاریخی بودن رسم الخط واژگان، نوشتن واکه‌هااز تبعیت از قواعد توضیح داده مستثنی هستند. مثال «اد» (ada)،  «د» (di)، «دي» (dia)، «دان» (dan)، «اي» (ia)، «جک» (jika)، «جوݢ» (juga)، «ليم» (lima)، «ک» (ke)، «کيت» (kita)، «مريک» (mereka)، «اين» (ini)، «ايت» (itu)، «ڤد» (pada)، «سوک» (suka)، «تيݢ» (tiga).
2. به دلیل شباهت نوع نوشتار بعضی واکه‌ها، امکان این‌که واژگانی که به الفبای رومی نوشتار متفاتی از هم دارند، در جاوی هم‌نگاره باشند. مثال «سمبيلن» (sembilan یا sambilan)، «مرکه» (markah یا merekah)، «سيسي» (sesi یا sisi )، «بيرو» (biro یا biru)، «بوروڠ» (borong یا burung)، «ݢولوڠ» (golong یا gulung).
3. نوشتن «ا / ـا» یا ننوشتن آن برای واکه‌ٔ /a/ در در هجای بستهٔ میان تکواژ و در آخر تکواژ به این صورت است
  - برای نشان دادن واکه‌ٔ /a/ در هجاهای CVC در بیشتر موارد نوشته نمی‌شود. مثال «سمڤن» (sampan).
  - در واژه‌های تک‌هجایی [CVC] که حرف اول آنها «و» است، «ا / ـا» نوشته می‌شود. مثال «واڤ» (wap)، «واڠ» (wang).
  - همین‌طور در دو هجای پشت سر هم که هجای اول باز [CV] و شامل واکهٔ /e/ است، و هجای دوم بسته (CVC) و با حرف «و» شروع می‌شود، به عبارتی،‌ ساختار [Ce-waC]، «ا / ـا» نوشته می‌شود. مثال «ليواه» (lewah)، «ميواه» (mewah)، «ديوان» (dewan)، «تيواس» (tewas)، «ريواڠ» (rewang)، «ݢواڠ» (gewang)، «سيوات» (sewat)، «کليواڠ» (kelewang)، «کديواس» (kedewas)، «ديواڠݢ» (dewangga).
  - در بیشتر موارد، در آخر واژه، «ا / ـا» برای واکهٔ [a] نوشته می‌شود.
  - با این استثناء که در تکواژهای دو هجایی اصیل مالایی، با ساختار [Ca-Xa]، که «X» شامل ۱۲ هم‌خوان «ب» (b)، «ت» (t)،  «ڤ» (p)، «س» (s)، «ݢ» (g)، «ن» (n)، «ڽ» (ny)، «چ» (c)، «ک» (k)، «ج» (j)، و «م» (m)، «ی» (y) باشد، «ا / ـا» در آخر واژه نوشته نمی‌شود. مثال «راب» (raba)، «مات» (mata)، «ساڤ» (sapa)، «راس» (rasa)، «راݢ» (raga)، «مان» (mana)، «هاڽ» (hanya)، «باچ» (baca)، «راي» (raya)، «باک» (baka)، «راج» (raja)، «نام» (nama)، «سام» (sama).
  - در بعضی واژگان اصیل مالایی سه هجایی نیز، که شامل یکی از این ۱۲ هم‌خوان بوده و در آنها هر سه هجا از نوع باز هستند، «ا / ـا» در آخر واژه نوشته نمی‌شود.
4. در نوشتار استاندارد قدیمی‌تر رومی، موسوم به «نوشتار زعبا‎»، دو صدای /e/ و /ə/ به ترتیب با دو حرف «e / é» و «ĕ» نشان داده ‌می‌شدند. در اصلاحات الفبای رومی مشترک مالزی-اندونزی در سال ۱۹۷۲، به دلیل قابل پیش‌بینی بودن تلفظ /e/ و /ə/ برای مالایی‌زبانان، و به دلیل پیچیدگی و دشواری چاپ حرکات روی حرف «e»، این حرکات حذف شده و امروزه هر دوی این صدا با حرف «e» نشان داده می‌شوند.
5. با الهام از «الف مقصوره» در رسم الخط عربی (مثال «فتوی / fatwa»)، هرگاه که حرف «e» در آخر واژه، صدای/ə/ بدهد، با حرف «ی / ـی» نوشته می‌شود. اما، در صورتی که به همین واژه،‌پسوندی بچسبد که منجر به این شود که حرف «e» در میان کلمه قرار گیرد، این حرف با «ا / ـا» نوشته می‌شود. مثال «ميتابوليسمى» (metabolisme)، «ممتابوليسماکن» (memetabolismekan).
6. از همزه برای نوشتن بعضی واکه‌های مرکب کاربرد دارد. در بین مراجع مختلف توافق نظر در مورد نوع استفاده از همزه نیست. برای مثال، برخی همزه را به صورت «ء» می‌نویسند. برخی دیگر، بر این عقیده هستند که همزه به شکل «أ، ؤ، ئ» نوشته شود. بر سر این‌که کدام واکهٔ مرکب نیاز به استفاده از همزه دارد نیز توافق نظر نیست.

همین‌طور از همزه برای نشان دادن صدای وقفهٔ بین‌واکه‌ای [ʔ]، مخصوصا ولی نه منحصرا برای جدا کردن واکه‌ها در مرز بین پیشوند/پسوند و تکواژها کاربرد دارد.
مثالهایی از استفادهٔ همزه در الفبای جاوی: «داتوء» (dato')، «باءيق» (baik)، «مولاءي» (mulai)، «باءو» (bau)، «داءون» (daun)، «لاءوت» (laut)، «ڤڤريقساءن» (peperiksaan)، «کمرديکاءن» (kemerdekaan)، «دأيلقکن» (dielakkan)، «دأمبيل» (diambil)، «دأرتيکن» (diertikan)، «دأيکوتي» (diikuti)، «دأوله» (diolah)، «دأوتاماکن» (diutamakan)، «کأداءن» (keadaan)، «کأمڤت» (keempat)، «کأيندهن» (keindahan)، «کأوڤاياءن» (keupayaan)، «سأکن-اکن» (seakan-akan)، «سأيکور» (seekor)، «سأورڠ» (seorang)، «إي-ميل» (e-mel)، «اتيئيسمى» (ateisme)، «ديئت» (diet)، «إيه!» (eh!).

## دوگان‌سازی
در زبان‌های خانوادهٔ آسترونزیایی، که زبان‌های اندونزی و مالزی را شامل می‌شود، دوگان‌سازی در دستور زبان آن‌ها نقش پررنگی دارد، بالاخص برای جمع کردن اسم‌ها. در الفبای لاتین، دوگان‌سازی در این زبان‌ها با دو بار نوشتن واژه و جدا کردن دو قسمت آن با خط پیوند انجام می‌شود. در الفبای جاوی، مشابه الفبای پگون، بجای دوبار نوشتن واژه‌ای که دوگان‌سازی، از عدد «۲» پس از واژهٔ دوگان‌سازی‌شده برای این امر استفاده می‌شود. در واژگانی که پیش‌وند یا پسوند دارند، دوگان‌سازی مشابه لاتین و با استفاده از خط پیوند انجام می‌شود انجام می‌شود.
| جاوی          | لاتین                | معنی      |
| ------------- | -------------------- | --------- |
| انق٢‎          | anak-anak            | کودکان    |
| عسکر٢‎         | askar-askar          | سربازها   |
| اڠڬوت-اڠڬوتاڽ‎ | anggota-anggotanyané | اعضائش    |
| برهاتي-هاتي‎   | berhati-hati         | مراقب باش |
| ݢونوڠ-ݢانڠ‎    | gunung-ganang        | رشته کوه  |

## متن نمونه
متن زیر، نمونه‌ شعری مالایی به الفبای جاوی و رومی، با نام «غزل برای ربیعه» (Ghazal untuk Rabiah غزال اونتوق ربيعة‎) می‌باشد.
| زبان مالایی | زبان مالایی | ترجمه فارسی |
| جاوی | رومی (لاتین) | ترجمه فارسی |
| --- | --- | --- |
| کيلاون اينتن برکليڤ-کليڤ دلاڠيت تيڠݢي⹁ دان چهاي مناري-ناري دلاڠيت بيرو⹁ تيدقله داڤت مننڠکن ڤراساءنکو⹁ يڠ ريندوکن کحاضيرن کاسيه.‎ | Kilauan intan berkelip-kelip di langit tinggi, Dan cahaya menari-nari di langit biru, Tidaklah dapat menenangkan perasaanku, Yang rindukan kehadiran kasih. | نه سوسو زدن جواهرات چشمک‌زن در آسمان رفیع، و نه نور در رقص در سراسر آسمان آبی، نمی‌توانند آرام کنند قلبم را، که در حسرت دیدار معشوق است.‎ |
| ݢمرسيق ايراما مردو بولوه ڤريندو⹁ دان ڽاڽين ڤاري٢ دري کايڠن⹁ تيدقله داڤت تنترمکن سانوباري⹁ يڠ مندمباکن کڤستين کاسيهمو.‎           | Gemersik irama merdu buluh perindu, Dan nyanyian pari-pari dari kayangan, Tidaklah dapat tenteramkan sanubari, Yang mendambakan kepastian kasihmu.          | نه خش‌ خش نوای آهنگین نی‌های حسرت، و نه آواز پریان از بهشت، نمی‌توانند آرام کنند روحی را، که در عطش اطمینان از عشقت است.‎                  |

## نگارخانه

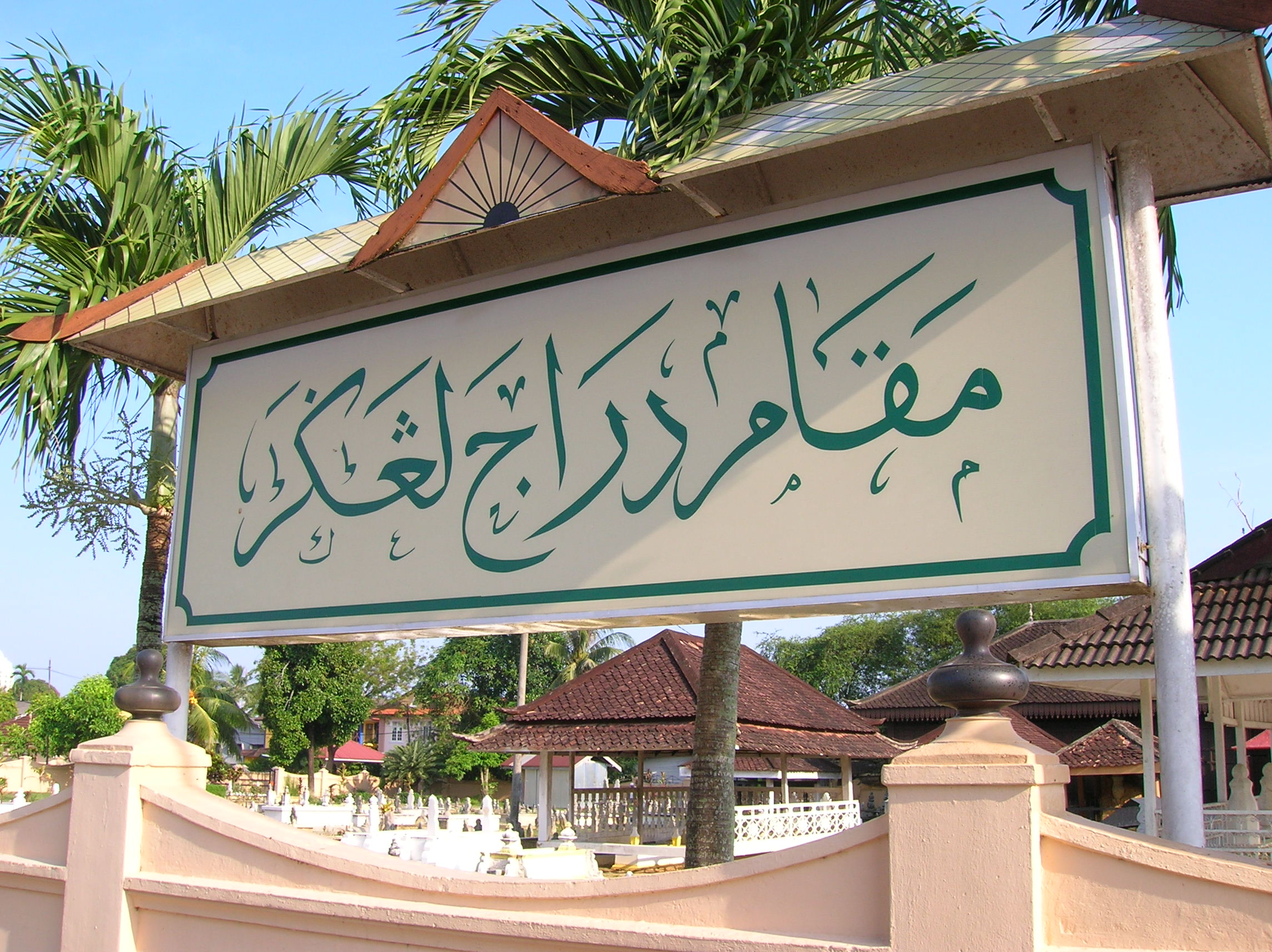
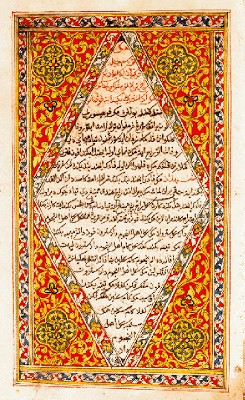
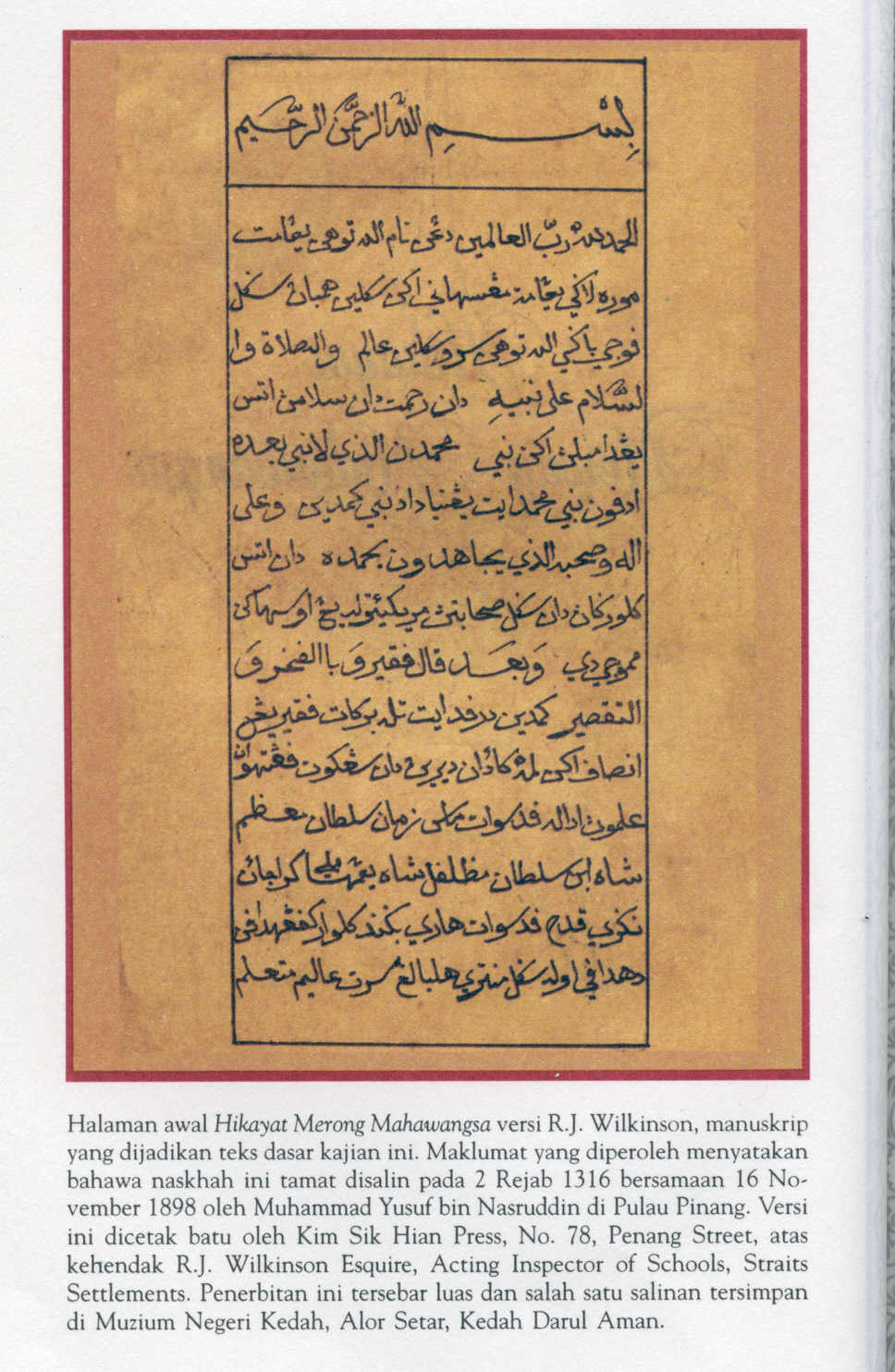
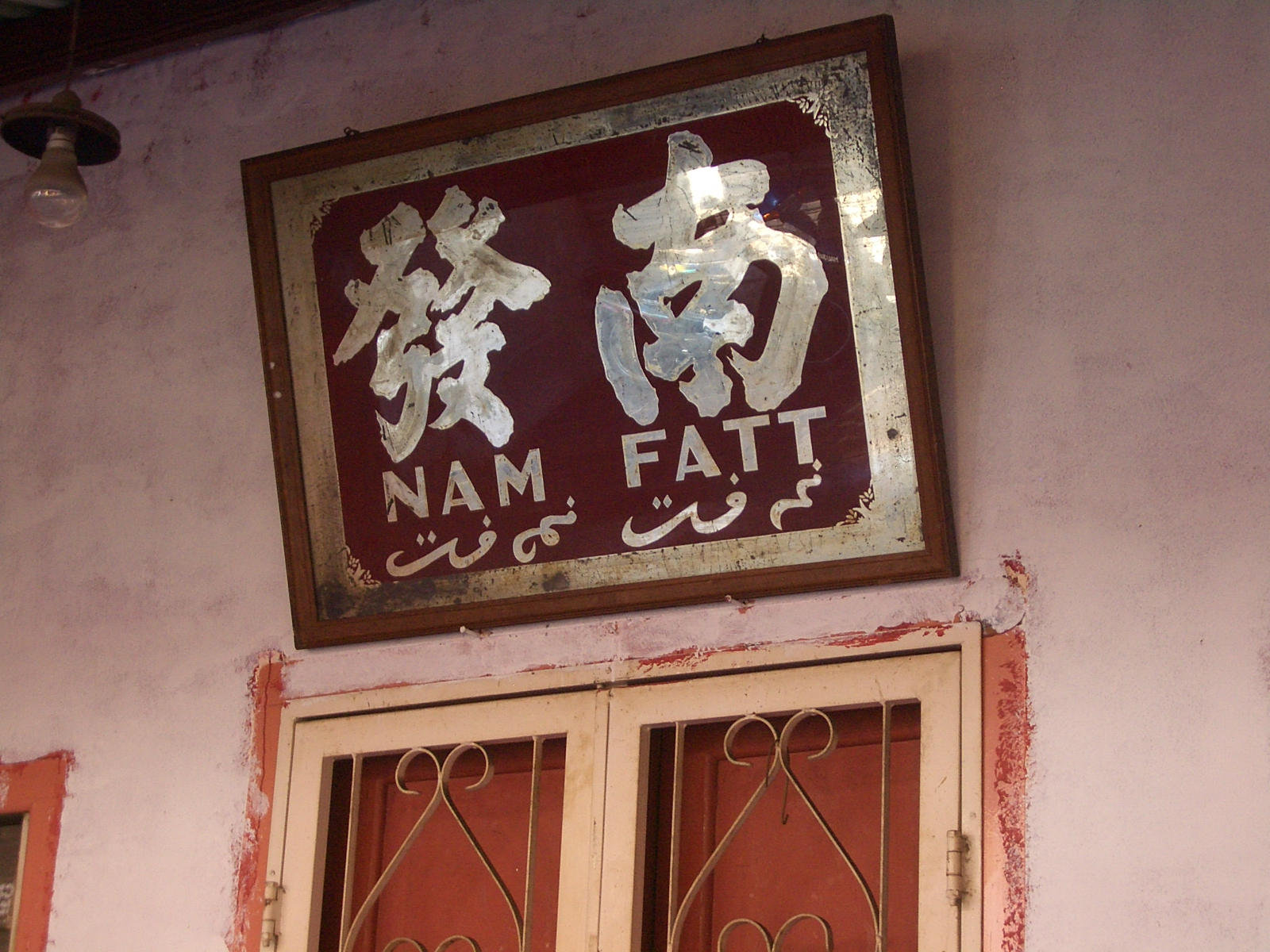